# No Mercy (The Stranglers)
No Mercy is een nummer van de  Britse band The Stranglers. Het is de tweede single van hun achtste studioalbum Aural Sculpture uit 1984. Op 19 november dat jaar werd het nummer op single uitgebracht in de EU. In januari 1985 volgden Australië, Nieuw-Zeeland, de Verenigde Staten, Canada en Centraal-Afrika.

## Achtergrond
De plaat werd een bescheiden hit in The Stranglers' thuisland het Verenigd Koninkrijk, Duitsland, het Nederlandse taalgebied, Australië en Canada. In thuisland het Verenigd Koninkrijk werd een bescheiden 37e positie behaald in de UK Singles Chart. In Duitsland werd de 28e positie bereikt, in canada de 88e en in Australië de 90e positie.
In Nederland was de plaat op zondag 30 december 1984 de 53e Speciale Aanbieding bij de KRO op Hilversum 3 en werd een radiohit in de destijds drie hitlijsten op de nationale publieke popzender. De plaat bereikte de 32e positie in de Nationale Hitparade, de 29e positie in de TROS Top 50 en piekte op een 27e positie in de Nederlandse Top 40. In de pan Europese hitlijst op Hilversum 3, de TROS Europarade, werd géén notering behaald.
Het meeste succes had de plaat in België (Vlaanderen), waar de 8e positie werd bereikt in zowel de voorloper van de Vlaamse Ultratop 50 als de Vlaamse Radio 2 Top 30.